# Andrzej Najmrodzki
Andrzej Najmrodzki (ur. 1938 – zm. 26 maja 2007) – polski dziennikarz  radiowy, przez 45 lat związany z Programem I Polskiego Radia. Autor popularnego felietonu radiowego, „Zanotowałem w swoim kalendarzu”. Ceniony reportażysta. Członek Stowarzyszenia Dziennikarzy RP Dolny Śląsk.